# Періс Джексон
Періс Майкл Кетрін Джексон (англ. Paris-Michael Katherine Jackson; нар. 3 квітня 1998, Беверлі-Гіллз, Каліфорнія, США) — американська акторка, модель, співачка, авторка пісень та громадська діячка.

## Життєпис
Народилася 3 квітня 1998 року в Каліфорнії в родині Майкла Джексона і Деббі Роу. Була названа на честь французької столиці. Періс є середньою дитиною та єдиною дочкою співака Майкла Джексона і молодшою дитиною Деббі Роу. Роу — єврейка, що, згідно з юдаїзмом, робить Періс єврейкою за походженням. У неї два брати — Майкл Джозеф Джексон молодший, і Принц Майкл Джексон II. Її хрещені батьки — актори Маколей Калкін і Елізабет Тейлор.
Періс була вихована батьком, який отримав повне право опіки після розлучення у 1999 році; Роу заявила, що це її намір, і погодилася з Майклом, що він буде з дітьми. Вона виросла на ранчо Неверленд з братами і сестрами. У дитинстві вона і її брати і сестри часто носили маски під час виїздів зі своїм батьком, щоб приховати свої обличчя від публіки.
У 2010 році Джексон і її брати дали інтерв'ю Опрі Вінфрі разом зі своєю бабусею Кетрін і їх кузенами про життя після смерті батька. Вона і її брат Принц також взяли премію за досягнення в житті на премії Греммі 2010 року від імені свого батька.
Періс і її брат Принц були зараховані до школи Баклі, ексклюзивної приватної школи в Шерман Оукс, Каліфорнія. Там вона, крім навчання, займалася футболом, софтболом і чирлідингом, поки не залишила заклад в 2013 році.
«Коли мені було чотирнадцять років, мене спробував зґвалтувати чоловік, який був набагато старший за мене. Я не хотіла б вдаватися в деталі, але це був огидний досвід. Мені було дуже важко. Я нікому про це не говорила», — поділилася спадкоємиця відомого співака в інтерв'ю журналу Rolling Stone.
Ця травма, а також нерозуміння з боку учнів школи, в якій навчалася Періс, змусили до спроби самогубства. Після невдалої спроби Періс відправили в терапевтичну школу в штаті Юта.
Дитячі роки Періс згадує з теплом, смерть батька перенесла важко.

## Кар'єра
У 2011 році Періс підписала контракт на зйомку у фільмі «Міст Лондон і Три Ключа», заснованому на книзі Денніса Крістена. В кінцевому підсумку зйомки затягнулися і опинилися в стані, іменованому на професійному жаргоні виробничий ад.
У травні 2012 року Періс була названа найгарнішим підлітком світу за версією People Magazine.

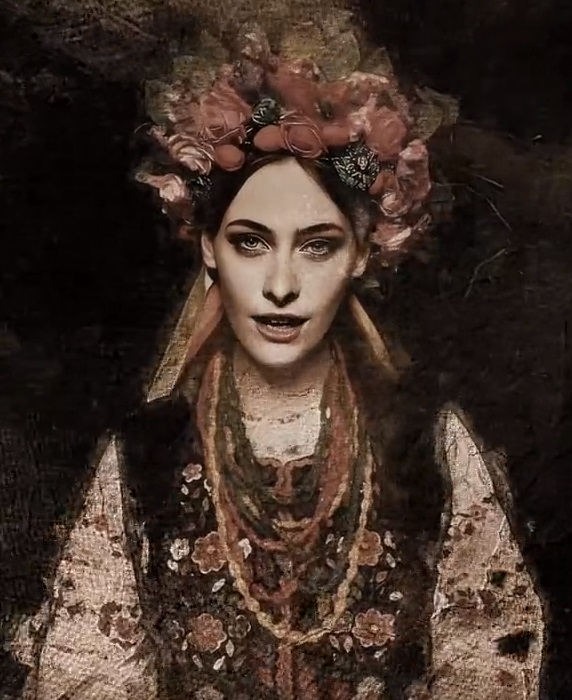
Paris Jackson — WILTED — Directed by Stéphane Davi & Aymeric Alcazar

Джексон, її брати і сестри й бабуся Кетрін планували створити документальний фільм «Згадуючи Майкла: В пам'ять про померлого батька» (англ. Remembering Michael). Передбачалося, що витрати, пов'язані із створенням проекту, будуть фінансуватися через вкладників через краудфандинговий сайт FundAnything. Через обурення від шанувальників і ЗМІ, викликаних цим методом, Кетрін вирішила закрити компанію. Після закриття ніяких додаткових оновлень про цей проект не надходило.
У 2017 році Періс з'явилася на обкладинках Rolling Stone, Teen Vogue, Australian Vogue, Harper's Bazaar, Stellar, Luomo Vogue і в кількох інших відомих журналах, що дало хороший старт її кар'єрі в модельному бізнесі.
У березні 2017 року Періс підписала контракт з модельним агентством IMG Models і американським брендом Calvin Klein.
 На даний момент дівчина працює моделлю в рекламних компаніях, а також знімається для відомих журналів. Крім цього Періс дебютувала в телесеріалі каналу Fox «Зірка» і знялася в декількох музичних відео, включаючи кліпи Steel Panther, The xx і Nahko Bear.
В 2018 році на екрани вийшов фільм Неша Едгертона «Небезпечний бізнес», у якому відбувся повнометражний акторський дебют Джексон.

## Особисте життя
Джексон стверджувала, що вона має мультирасове походження, але вважає себе чорношкірою, через те що її батько занурив її в афроамериканську культуру
До 15 років Джексон була наркоманкою, яка вживала внутрішньовенні наркотики, зазнала сексуального насильства з боку незнайомця та неодноразово намагалася покінчити життя самогубством.
Періс Джексон довго була в стосунках з Честером Кастеллоу. Навесні 2015 з'явилися чутки, що пара заручена. Але вони розлучилися в жовтні 2015. В березні 2016 почала зустрічатися з Майклом Снодді, розійшлася в січні 2017. Відтоді у стосунках не була, хоча інтернетом ходять чутки про стосунки з Карою Делевінь, з якою вони поцілувалися на вулиці й потрапили в об'єктив камери.
13 липня 2018 року, у відповідь на запитання у своєму профілі в Instagram про те, чи є вона бісексуалкою, вона написала: «Ви так це називаєте, тож напевне, але кому потрібні ярлики». Пізніше вона додала у Twitter: «Усі роками знали, що я зробила камінг-аут, коли мені було 14, якого біса?» та «Скільки разів я публічно називала спільноту „моєю дорогою ЛГБТК+“? Навіть зі сцени. Я є частиною спільноти вже багато років. Я навіть згадувала в журналі, що колись закохалася в дівчат, коли мені було вісім. Мене ловили на тому, як я цілувала дівчат на публіці». Згодом вона додала на своїй сторінці в Instagram: «І я не бісексуалка, я просто люблю людей як людей». У липні 2020 року Джексон обговорювала свою сексуальність у документальному серіалі «Без фільтра: Періс Джексон та Габріель Гленн», у якому Джексон заявила: «Ніколи не думала, що опинюся з хлопцем; думала, що одружуся з дівчиною чи…». Вона також заявила, що «зустрічалася з більшою кількістю жінок, ніж чоловіків», але що «не вважала б себе бісексуалкою, бо зустрічалася не лише з чоловіками та жінками; я зустрічалася з чоловіком, у якого була вагіна».

## Фільмографія
- Життя з Майклом Джексоном (2003)
- Зірка (2017) — Рейчел
- Небезпечний бізнес (2018)

## Нагороди та номінації
| Рік  | Премія            | Номінація           | Підсумок  |
| ---- | ----------------- | ------------------- | --------- |
| 2017 | Daily Front Row   | Новий талант        | Перемога  |
| 2017 | Teen Choice Award | Найгарячіша дівчина | Номінація |
| 2017 | Teen Choice Award | Найкраща модель     | Номінація |